# Лонго, Жанни
Жанни́ Лонго́ (фр. Jeannie Longo, также известная как Жанни Лонго-Сипрелли (фр. Jeannie Longo-Ciprelli), род. 31 октября 1958 года в Анси, Франция) — французская велогонщица, олимпийская чемпионка, 13-кратная чемпионка мира и 59-кратная чемпионка Франции в трековых и шоссейных велогонках. Участница 7 подряд летних Олимпиад (1984, 1988, 1992, 1996, 2000, 2004 и 2008) — единственная в велоспорте среди мужчин и женщин.
Рост — 164 см, вес — 47 кг.
На Играх в Пекине в возрасте 49 лет на своей 7-й подряд Олимпиаде заняла 4-е место в индивидуальной шоссейной гонке, лишь 2 секунды уступив бронзовой призёрке Карин Тюриг. Серебряная призёрка этой гонки англичанка Эмма Пули ещё даже не родилась, когда Лонго уже завоёвывала награды мировых первенств по велоспорту.
21-летняя Лонго вполне могла участвовать и в московской Олимпиаде 1980 года, но тогда в олимпийскую программу велоспорта ещё не были включены соревнования среди женщин.
В 2011 году Жанни в 10-й раз в карьере и 4-й раз подряд выиграла чемпионат Франции в раздельной шоссейной велогонке. Первую же победу в чемпионате Франции в групповой шоссейной велогонке Лонго одержала в 1979 году.

### Статистика выступления наГранд-турах
| Гонка / Год          | 1985           | 1986           | 1987           | 1988           | 1989           | 1990           | 1991           | 1992 | 1993 | 1994           | 1995           | 1996           | 1997           | 1998           | 1999           | 2000           | 2001           |
| -------------------- | -------------- | -------------- | -------------- | -------------- | -------------- | -------------- | -------------- | ---- | ---- | -------------- | -------------- | -------------- | -------------- | -------------- | -------------- | -------------- | -------------- |
| Женский Тур де Франс | 2              | 2              | 1              | 1              | 1              | —              | —              | —    | —    | не проводилась | не проводилась | не проводилась | не проводилась | не проводилась | не проводилась | не проводилась | не проводилась |
| Гранд Букль феминин  | не проводилась | не проводилась | не проводилась | не проводилась | не проводилась | не проводилась | не проводилась | 2    | DNF  | —              | 2              | 3              | —              | DNF            | —              | —              | 9              |
| Тур де л'Од феминин  | —              | —              | 3              | 1              | —              | —              | —              | —    | 1    | —              | —              | —              | —              | —              | —              | —              | —              |

### Рейтинги
| Год                 | 1998 | 1999 | 2000 | 2001 | 2002 | 2003 | 2004 | 2005 | 2006 | 2007 | 2008 | 2009 | 2010 | 2011 | 2012  | 2013  |
| ------------------- | ---- | ---- | ---- | ---- | ---- | ---- | ---- | ---- | ---- | ---- | ---- | ---- | ---- | ---- | ----- | ----- |
| Мировой рейтинг UCI | -    | -    | -    | -    | -    | -    | -    | -    | -    | -    | -    | 21-й | 25-й | 81-й | 208-й | 355-й |
| Мировой кубок UCI   | 9-й  | -    | -    | -    | -    | -    | -    | -    | -    | -    | -    | -    | -    | -    | -     | -     |
|                     |      |      |      |      |      |      |      |      |      |      |      |      |      |      |       |       |
| Источник: UCI       |      |      |      |      |      |      |      |      |      |      |      |      |      |      |       |       |

## Государственные награды
Кавалер ордена Почётного легиона — 1986
Офицер ордена Почётного легиона — 1996
- Командор ордена «За заслуги» — 2000